# Haddaway
Nestor Alexander Haddaway (Puerto España, 9 de enero de 1965), es un cantante de house y eurodance trinito-alemán, conocido por su sencillo de 1993 «What Is Love», que alcanzó el número 1 en más de 15 países.

## Biografía
Nacido en Puerto España, es hijo de un oceanógrafo alemán y de una enfermera estadounidense. Al separarse sus padres, Haddaway se trasladó desde Trinidad y Tobago a Europa a principios de 1970. Después de pasar su niñez en diversos internados de Alemania donde su padre lo matriculó, se trasladó a los Estados Unidos para quedarse con su madre. Asistió a la Escuela Secundaria Eisenhower y Laurel High School en Laurel, Maryland, en última instancia, se graduó en Meade Senior High School en 1983. Aquí comenzó su formación musical, principalmente en jazz. Desarrolló un amor por la música que nunca terminaría. Haddaway realizó pequeñas actuaciones con una banda de versiones llamada «Chance» mientras estudiaba ciencias políticas e historia en la Universidad George Washington en Washington D. C.
En 1989, a los 24 años de edad, Haddaway regresó a Europa y se instaló en Colonia, Alemania, donde empezó a jugar fútbol americano para los Cocodrilos de Colonia en la Liga Alemana de Fútbol, así como a trabajar de coreógrafo, vendedor de alfombras y componiendo música en su tiempo libre.
En 1992, fue contratado por el sello alemán Coconut Records. Su primer sencillo «What Is Love» se convirtió rápidamente en un gran éxito, alcanzando el número 2 en Alemania y en el Reino Unido. En Alemania, el sencillo vendió 900 000 copias, en el Reino Unido, fue certificado oro por la venta de 400 000 copias. A principios de 1994, las ventas mundiales de «What Is Love» ya habían llegado a 2,6 millones. Después de su lanzamiento Haddaway no tuvo otro éxito mayor en Norteamérica, aunque su álbum debut tuvo cuatro singles que se transformaron en hits: «Life», «Mama's House», «I Miss You» y «Rock My Heart» que estuvieron en los primeros lugares de popularidad en Alemania y Reino Unido.
What is Love se convirtió en una canción muy popular en toda Europa y el mundo, dándole así la oportunidad de realizar un World-Tour durante cuatro años consecutivos. En dicho tour contó con el apoyo de la cantante Natascha Wright en los coros y un grupo coreográfico que lo acompañó en todo su recorrido, visitando países tales como Estados Unidos, Canadá, Australia, Japón, México, Chile, Colombia, Argentina y Brasil. 
Haddaway apareció en el reality show Comeback en Alemania, durante 2003. También apareció en un show similar en Inglaterra, Hit Me Baby One More Time, y en 2005 apareció en la versión estadounidense de ese show. En julio de 2005, lanzó un nuevo sencillo llamado "Spaceman" y un álbum llamado Pop Splits en Alemania. En 2010 reaparece con un nuevo sencillo llamado «You Gave Me Love», tema que llegó a los primeros lugares de las listas de hits de Europa en ese año.
En 2023 con los múltiples memes del culturista Mike O'Hearn volvió a tener un gran éxito la canción What is Love llegando incluso a hacer nuevas versiones como es la de David Guetta, Anne Marie & Coi Leray llamada Baby don't hurt me

## Discografía

### Álbumes de estudio
| Haddaway                                | - Fecha de lanzamiento: 23 de noviembre de 1993 - Discográfica: Arista Records - Formatos: CD, casete        | 5  | 12 | —  | 16 | 5 | 3 | 2  | 9 | 111 | - GER: Platinum - AUT: Gold - FIN: Gold - SWE: Gold - SWI: Platinum - UK: Gold |
| The Drive                               | - Fecha de lanzamiento: 26 de junio de 1995 - Discográfica: Arista Records - Formatos: CD, casete            | 32 | 27 | 18 | 54 | — | — | 10 | — | —   |                                                                                |
| Let's Do It Now                         | - Fecha de lanzamiento: 28 de diciembre de 1999 - Discográfica: Arista Records - Formatos: CD, casete        | —  | —  | —  | —  | — | — | —  | — | —   |                                                                                |
| My Face                                 | - Fecha de lanzamiento: 3 de septiembre de 2001 - Discográfica: Arista Records - Formatos: CD, casete        | —  | —  | —  | —  | — | — | —  | — | —   |                                                                                |
| Love Makes                              | - Fecha de lanzamiento: 2 de julio de 2002 - Discográfica: ZXY Music - Formatos: CD, casete                  | —  | —  | —  | —  | — | — | —  | — | —   |                                                                                |
| Pop Splits                              | - Fecha de lanzamiento: 18 de julio de 2005 - Discográfica: Coconut Records - Formatos: CD, descarga digital | —  | —  | —  | —  | — | — | —  | — | —   |                                                                                |
| "—" denota que no entró en los rankings | |    |    |    |    |   |   |    |   |     |                                                                                |

### Álbumes compilatorios
| Título                          | Detalles |
| ------------------------------- | --- |
| All the Best: His Greatest Hits | - Fecha de lanzamiento: 10 de abril de 2001 - Discográfica: Sony BMG - Formatos: CD, casete                      |
| Best of Haddaway: What Is Love  | - Fecha de lanzamiento: 5 de enero de 2004 - Discográfica: BMG Special Products - Formatos: CD, descarga digital |

### Sencillos
| Año                                     | Título                             | Máximas posiciones alcanzadas | Máximas posiciones alcanzadas | Máximas posiciones alcanzadas | Máximas posiciones alcanzadas | Máximas posiciones alcanzadas | Máximas posiciones alcanzadas | Máximas posiciones alcanzadas | Máximas posiciones alcanzadas | Máximas posiciones alcanzadas | Máximas posiciones alcanzadas | Certificaciones de ventas                                         | Álbum                           |
| Año                                     | Título                             | Alemania                      | Austria                       | Finlandia                     | Francia                       | Irlanda                       | Países Bajos                  | Suecia                        | Suiza                         | Reino Unido                   | EE. UU.                       | Certificaciones de ventas                                         | Álbum                           |
| --------------------------------------- | ---------------------------------- | ----------------------------- | ----------------------------- | ----------------------------- | ----------------------------- | ----------------------------- | ----------------------------- | ----------------------------- | ----------------------------- | ----------------------------- | ----------------------------- | ----------------------------------------------------------------- | ------------------------------- |
| 1993                                    | "What Is Love"                     | 2                             | 1                             | 1                             | 1                             | 1                             | 1                             | 2                             | 1                             | 2                             | 11                            | - GER: Platinum - AUT: Platinum - SWE: Gold - UK: Gold - US: Gold | Haddaway                        |
| 1993                                    | "Life"                             | 2                             | 2                             | 1                             | 5                             | 3                             | 3                             | 1                             | 2                             | 6                             | 41                            | - GER: Platinum - AUT: Gold - SWE: Gold                           | Haddaway                        |
| 1993                                    | "I Miss You"                       | 18                            | 11                            | 4                             | 16                            | 13                            | 21                            | 36                            | 17                            | 9                             | —                             |                                                                   | Haddaway                        |
| 1994                                    | "Rock My Heart"                    | 10                            | 12                            | 4                             | 11                            | 9                             | 12                            | 17                            | 10                            | 9                             | —                             |                                                                   | Haddaway                        |
| 1995                                    | "Fly Away"                         | 25                            | 16                            | 1                             | 23                            | 28                            | 9                             | 14                            | 9                             | 20                            | —                             |                                                                   | The Drive                       |
| 1995                                    | "Catch a Fire"                     | 38                            | 30                            | 14                            | —                             | —                             | 17                            | —                             | 20                            | 39                            | —                             |                                                                   | The Drive                       |
| 1995                                    | "Lover Be Thy Name"                | 65                            | —                             | 17                            | —                             | —                             | —                             | —                             | —                             | —                             | —                             |                                                                   | The Drive                       |
| 1997                                    | "What About Me"                    | —                             | 24                            | —                             | —                             | —                             | —                             | —                             | —                             | —                             | —                             |                                                                   | Let's Do It Now                 |
| 1998                                    | "Who Do You Love"                  | 93                            | —                             | —                             | —                             | —                             | —                             | —                             | —                             | —                             | —                             |                                                                   | Let's Do It Now                 |
| 1998                                    | "You're Taking My Heart"           | —                             | —                             | —                             | —                             | —                             | —                             | —                             | —                             | —                             | —                             |                                                                   | Let's Do It Now                 |
| 2001                                    | "Deep"                             | —                             | —                             | —                             | —                             | —                             | —                             | —                             | —                             | —                             | —                             |                                                                   | Love Makes                      |
| 2002                                    | "Love Makes"                       | 81                            | —                             | —                             | —                             | —                             | —                             | —                             | —                             | —                             | —                             |                                                                   | Love Makes                      |
| 2003                                    | "What Is Love" (remix)             | 51                            | 49                            | —                             | —                             | —                             | —                             | —                             | —                             | 92                            | —                             |                                                                   | Canción no aparecida en álbumes |
| 2005                                    | "Spaceman"                         | 67                            | —                             | —                             | —                             | —                             | —                             | —                             | —                             | —                             | —                             |                                                                   | Pop Splits                      |
| 2007                                    | "Follow Me"                        | —                             | —                             | —                             | —                             | —                             | —                             | —                             | —                             | —                             | —                             |                                                                   | Canción no aparecida en álbumes |
| 2008                                    | "I Love the 90's" (with Dr Alban)  | —                             | —                             | —                             | —                             | —                             | —                             | —                             | —                             | —                             | —                             |                                                                   | Canción no aparecida en álbumes |
| 2009                                    | "What Is Love 2009"                | 60                            | 37                            | —                             | 5                             | —                             | —                             | —                             | 49                            | —                             | —                             |                                                                   | Canción no aparecida en álbumes |
| 2010                                    | "You Gave Me Love"                 | —                             | —                             | —                             | —                             | —                             | —                             | —                             | —                             | —                             | —                             |                                                                   | Canción no aparecida en álbumes |
| 2011                                    | "Tell Me Where It Hurts"           | —                             | —                             | —                             | —                             | —                             | —                             | —                             | —                             | —                             | —                             |                                                                   | Canción no aparecida en álbumes |
| 2012                                    | "Up & Up" (featuring Mad Stuntman) | —                             | —                             | —                             | —                             | —                             | —                             | —                             | —                             | —                             | —                             |                                                                   |                                 |
| "—" denota que no entró en los rankings |                                    |                               |                               |                               |                               |                               |                               |                               |                               |                               |                               |                                                                   |                                 |